# العادية (الرجم)

تعديل مصدري - تعديل

العادية هي إحدى قرى عزلة بني الجلبي بمديرية الرجم التابعة لمحافظة المحويت، بلغ تعداد سكانها 79 نسمة حسب تعداد اليمن لعام 2004.